# 西澳洲圓鰩
西澳洲圓鰩（學名：Irolita westraliensis），為軟骨魚綱鰩目單鰭鰩科圓鰩屬的一種，分布於東印度洋澳洲海域，深度142至209公尺，體長可達43公分，棲息在大陸棚沙泥底質海域，為底棲性魚類，屬肉食性，卵生, 生活習性不明。